# 八流之戰
八流之戰（やながれのたたかい），發生於1569年（永祿12年），土佐國的長宗我部元親及安藝國虎之間的合戰。

## 事件起因
支配土佐國中央區域的長宗我部氏跟支配土佐國東部區域的安藝氏從以前就是出名的犬猿之仲（水火不容）。1563年，在長宗我部元親討伐本山氏的時候，安藝國虎便趁機攻擊長宗我部氏的本據地岡豐城，不過因福留親政的活躍而擊退安藝軍（福留的荒切）。之後元親打算出兵討伐安藝氏，此時一條兼定出面仲介而暫時和睦。
1569年4月，元親以討論和睦事宜為由，邀請國虎至岡豐城。這讓國虎非常不悅，一來可能是場鴻門宴，二來要他去岡豐城等於是元親在上國虎在下的感覺，國虎遂以「無禮千萬」來回覆元親。元親便以此為大義名分，出兵攻打安藝氏。

## 戰鬥經過
1569年7月，元親率領3,000名常備兵及4,300名一領具足出陣，於安藝郡的和食地區布陣。對此國虎集結了5,300名兵力，於八流地區布陣。長宗我部軍將兵力分為兩隊，一隊沿海，一隊從內陸攻擊，成功夾擊安藝軍（長宗我部軍的陽動隊大將乃福留親政）。同時安藝方的小谷左近右衛門及家臣也倒戈到長宗我部方，原本預定的2,000~3000名一條軍援軍也沒有到達，矢流山的初戰及後來的決戰安藝軍也都敗北，總崩便往安藝城撤退。
之後安藝軍於安藝城籠城，在城內糧食耗盡，橫山民部又在水井中下毒的情況下，以放過城兵的性命為條件，開城向長宗我部軍投降，國虎於8月11日自盡。
此戰勝利後，元親要平定土佐國，目標便僅剩支配土佐國西部區域的一條氏了。

## 關連項目
- 日本合戰列表
- 長宗我部元親
- 安藝國虎